# Il giorno in più (romanzo)
(Dal romanzo)
Il giorno in più è il quarto libro di Fabio Volo e quello di maggior successo da lui finora scritto, con circa un milione di copie vendute. Il romanzo è stato pubblicato in gran parte del mondo e tradotto in varie lingue, tra cui spagnolo, tedesco, russo, francese, turco e inglese. Dal libro è stato inoltre tratto, nel 2011, un film, che vede nelle vesti sia di sceneggiatore che di attore Fabio Volo.
La storia narrata si svolge quasi interamente a New York, città che viene descritta minuziosamente anche attraverso la continua citazione di ristoranti e bar dove i protagonisti vivono la loro storia d'amore. Il libro tratta infatti di una storia d'amore raccontata e descritta con lo stile tipico di Fabio Volo: ricco di dialoghi, il libro alterna parti ritmate a lunghe descrizioni di come i personaggi vedono la vita.
La trama, seppur piuttosto lineare, è resa vivace dall'intervallarsi di racconti aneddotici e di battute, tipiche dello humor di Fabio Volo.

## Trama

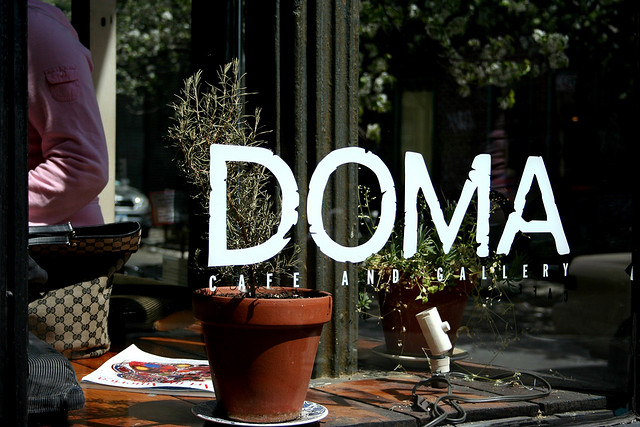
Il Doma, uno dei luoghi chiave nella trama del romanzo, a New York.

Si racconta la storia di Giacomo, uomo sulla trentina che trascorre una vita normale, per certi versi sin troppo. Vive e lavora in Italia, la sua esistenza è scandita dalla routine di tutti i giorni. L'unico motivo di trepidazione per Giacomo è la visione quotidiana di una donna sul tram che lo porta al lavoro. I due non si parlano mai, ma allo stesso tempo sono complici. Si scambiano sguardi furtivi e sorrisi appena accennati. Dopo molti giorni scanditi da questi momenti di reciproca silenziosa attenzione, Michela, questo il nome della donna misteriosa, si presenta a Giacomo, scambia con lui due chiacchiere e gli comunica che ha deciso di trasferirsi a New York per lavoro. Per Giacomo è un duro colpo, visto che si trova privato di quell'unico piccolo piacere di ogni giorno. Dopo un periodo di dubbi, il protagonista riesce a risalire all'indirizzo dell'ufficio di Michela e decide di partire per New York. Lì incontra la donna ed inizia un'appassionante storia d'amore, fatta di intensi momenti e profonda attrazione. Il giorno prima del previsto ritorno a casa di Giacomo, lo raggiunge la notizia del cattivo stato di salute della nonna, molto importante per lui sin dall'infanzia. Decide quindi di anticipare la partenza; arrivato a casa, Giacomo, notevolmente cresciuto dal punto di vista emotivo e sentimentale, si riappacifica con la madre, con la quale aveva un rapporto difficile, dovuto anche all'abbandono da parte del padre nei suoi primi anni di vita. La vita torna quella di un tempo, quotidiana routine e noia. Giacomo prova a superare il ricordo di Michela, cercando di confidarsi con l'amica Silvia, ma non ci riesce. Proprio la decisione di Silvia di separarsi dal marito, spinge Giacomo a prendere decisioni. Si reca nuovamente a New York da Michela per godere di quel "giorno in più" (ed ecco il titolo del libro) perso nella precedente visita a causa della malattia della nonna. Lì i due, per testare la forza della loro storia d'amore, si danno appuntamento da lì a tre mesi a Parigi.

## Edizioni
- Fabio Volo, Il giorno in più, 7ª edizione[6], Arnoldo Mondadori Editore, 2007,  p. 287, ISBN 88-04-57245-0.